# Izumi-ku (Sendai)
Izumi-ku (泉区?) è una circoscrizione della città di Sendai, nella prefettura di Miyagi, nella regione di Tōhoku, in Giappone.